# Hiroki Abe
Hiroki Abe (安部 裕葵, Abe Hiroki, Tokio, 28 januari 1999) is een Japans voetballer die als middenvelder speelt bij FC Barcelona B.

## Carrière

### Clubcarrière
Abe begon zijn carrière in 2017 bij Kashima Antlers. In 2018 won de club de AFC Champions League 2018. Hij tekende in juli 2019 bij FC Barcelona B.

### Interlandcarrière
Abe maakte op 17 juni 2019 zijn debuut in het Japans voetbalelftal tijdens een Copa América 2019 tegen Chili.

## Statistieken
| Seizoen | Club            | Land   | Competitie         | Wed. | Dlp. |
| ------- | --------------- | ------ | ------------------ | ---- | ---- |
| 2017    | Kashima Antlers | Japan  | J1 League          | 13   | 1    |
| 2018    | Kashima Antlers | Japan  | J1 League          | 22   | 2    |
| 2019    | Kashima Antlers | Japan  | J1 League          | 14   | 1    |
| 2019/20 | FC Barcelona B  | Spanje | Segunda División B | 20   | 4    |
| Totaal  | Totaal          | Totaal | Totaal             | 69   | 8    |

| Japans voetbalelftal | Japans voetbalelftal | Japans voetbalelftal |
| Jaar                 | Wed.                 | Doelp.               |
| -------------------- | -------------------- | -------------------- |
| 2019                 | 3                    | 0                    |
| Totaal               | 3                    | 0                    |